# Флаг Юкаменского района
Флаг Юка́менского района — является одним из официальных символов муниципального образования «Юкаменский район». Принят решением Юкаменского районного Совета депутатов Удмуртской Республики от 6 июня 2007 года.

## Описание
«Прямоугольное полотнище с отношением ширины к длине 2:3, воспроизводящее композицию герба муниципального образования „Юкаменский район“ в красном, белом и жёлтом цветах».
Геральдическое описание герба гласит: «В червлёном поле, во главе, — серебряное, выходящее сверху облако, обременённое червлёным прямым равноконечным вырубным крестом, из которого на лежащий в оконечности серебряный жёрнов падают три золотые капли (одна над другой), от жёрнова разлетаются в стороны четыре золотые брызги (по две в каждую сторону)».